# Mar de Espanha
Mar de Espanha (en español: Mar de España) es un municipio brasileño del estado de Minas Gerais. Su población estimada en 2006 era de 11.200 habitantes.

## Historia
El gobierno portugués, buscando preservar el monopolio de los metales y piedras preciosas, no incentivaba y, de cierta forma prohibía, la penetración en la región de Sertões do Leste mineio (Zona da Mata). Las primeras penetraciones en esa región, datan aproximadamente de 1784.
La región era habitada por los indios Puris, aborígenes de cultura rudimentaria, nómadas y cazadores-recolectores (no conocían la agricultura ni la domesticación de animales).
En consecuencia del declive de la minería se inició la colonización de Zona da Mata. Los aventureros buscaban tierras fértiles. Las áreas de interés económico dejaron de ser las zonas mineras y pasaron a ser las destinadas a la agricultura a partir de 1818, conforme demuestran los registros públicos. Con el paso del tiempo, se desarrolló la cultura del café, el gran responsable del desarrollo de la región.
Con el objetivo de atender las necesidades de los viajeros venidos de São João Nepomuceno –freguesia de São Manuel y los ríos Peixe y Pomba– o de la Corte, surgió una rancharia en la región de Rua Nova, que se transformó en el núcleo de desarrollo urbano de Mar de Espanha.
En 1840, el arraial poseía pocas casas (cerca de veinte), y un camino en la margen derecha del Ribeirão São João, más o menos a la altura del local denominado Corta-goela (hoy, Rua Riachuelo).
Entre los sesmeiros destacó Francisco Leite Ribeiro, que fundó las Fazendas (haciendas) de Alpes y Louriçal. Esta última fue el mayor punto irradiador de la colonización de Zona da Mata. Otro gran sesmeiro, y de especial importancia para la historia de Mar de Espanha, fue su hermano Custódio Ferreira Leite, futuro Barón de Aiuruoca. Nacido el 3 de diciembre de 1782, en la Freguesia da Conceição da Barra (São João del-Rei) y fallecido el 17 de noviembre de 1859, fue sepultado en el cementerio de la Fazenda do Louriçal y sus restos mortales fueron trasladados al cementerio de la ciudad en la década de los 60.
Em 1835, Custódio Ferreira Leite adquirió la Fazenda Barra do Louriçal. Hombre prominente, luchó por el desarrollo de la región.
Por la Ley 202, de 1841, se creó la villa de São João Nepomuceno, desmembrada de Pomba, con los distritos:
- Conceição do Rio Novo
- Santíssima Trindade do Descoberto
- Rio Pardo (Argirita)
- Espírito Santo (Guarará)
- Cágado (Mar de Espanha)
- São José do Paraíba (Além Paraíba)
- Nossa Senhora Madre de Deus (Angustura)
- Porto do Santo Antônio (Astolfo Dutra)
- Feijão Cru (Leopoldina)

El 10 de septiembre de 1851, por la Ley n.º 514, gracias a la influencia y prestigio del Barón de Aiuruoca ante el gobierno, se transfirió la sede de Vila de São João Nepomuceno al Arraial do Cágado que adoptó el nombre de Mar de Espanha.